# Microsoft Outlook
Microsoft Outlook (voorheen Microsoft Office Outlook en Outlook) is een programma dat onderdeel is van het pakket Microsoft Office voor Windows. Het is een personal information manager en e-mailclient, en kan daarmee tot de groupware gerekend worden.
Tot en met versie 2002 werd het programma "Outlook" genoemd, vanaf versie 2003 werd het "Microsoft Office Outlook" om duidelijker te maken dat het een onderdeel was van Microsoft Office. Vanaf versie 2010 wordt de huidige naam, Microsoft Outlook, gehanteerd.

## Mogelijkheden
De belangrijkste functionaliteit bestaat uit het in onderlinge samenhang beheren van de volgende gegevens:
- e-mailberichten. Deze kunnen worden gecreëerd, verzonden, ontvangen en gearchiveerd.
- contactpersonen (naam, adres, e-mail, telefoonnummer etc.)
- afspraken in een elektronische agenda
- taken of acties (to do list)
- losse aantekeningen (notes)

In een organisatie kan Outlook worden gebruikt om deze gegevens te delen en met elkaar samen te werken met behulp van Microsoft Exchange Server. Zo kan bijvoorbeeld een centrale adressenlijst en distributielijst voor de verspreiding van e-mail worden bijgehouden, alsook het plannen van gezamenlijke meetings.

## Versies
Microsoft Outlook is in verschillende versies uitgekomen:
- Outlook 97
- Outlook 98
- Outlook 2000 (Outlook 9)
- Outlook 2002 (Outlook 10/XP)
- Office Outlook 2003 (Outlook 11)
- Office Outlook 2007 (Outlook 12)
- Outlook 2010 (Outlook 14)
- Outlook 2013 (Outlook 15) - 1 februari 2013
- Outlook 2016 (Outlook 16) - 7 oktober 2015

## Invoegtoepassingen
Outlook-invoegtoepassingen (add-ins) zijn kleine, handige programma's voor Microsoft Outlook. Het hoofddoel van de add-ins is om nieuwe functionele mogelijkheden toe te voegen aan Microsoft Outlook en sommige operaties te automatiseren. Outlook-add-ins kunnen ontwikkeld worden in Microsoft Visual Studio of third-party-tools zoals Add-in Express. Outlook-add-ins worden niet ondersteund in Outlook Web App.
Vanaf Outlook 97 zijn Exchange Client Extensions ondersteund in Outlook. Outlook 2000 en ouder ondersteunen specifiek COM-componenten genaamd Outlook AddIns. De exact geondersteunde kenmerken (zoals .NET-componenten) voor latere generaties worden uitgebreid met elke release.

### Hotmail Connector
Microsoft Outlook Hotmail Connector (afgekort Hotmail Connector, voorheen Microsoft Office Outlook Connector) was een gratis add-in voor Microsoft Outlook 2003, 2007 en 2010 die gebruikers in staat stelde om toegang te krijgen tot Hotmail accounts via Microsoft Outlook. Het gebruikt DeltaSync, een gepatenteerd communicatieprotocol van Microsoft.
Deze add-in is stopgezet, hoewel Microsoft Outlook 2013 support biedt voor het verlenen van toegang tot Hotmail en Outlook.com via het protocol Exchange ActiveSync (EAS).

### Social Connector
Outlook Social Connector was een gratis add-in voor Microsoft Outlook 2009 en 2007 van Microsoft die integratie van sociale netwerken zoals Facebook, Linkedin en Windows Live Messenger in Microsoft Outlook mogelijk maakt. Het werd voor het eerst geïntroduceerd op 18 november 2009. Sinds Office 2010 is het een integraal onderdeel van Outlook.

### CardDAV en CalDAV Connector
Aangezien Microsoft Outlook geen ondersteuning biedt voor CalDAV- en CardDAV-protocol, hebben verschillende externe softwareleveranciers add-ins voor Outlook ontwikkeld die gebruikers in staat stellen te synchroniseren met CalDAV- en CardDAV-servers.

## Trivia
- Voor de thuismarkt stelde Microsoft gratis het programma Outlook Express beschikbaar voor Windows XP. Outlook Express was in feite een ander programma dat weinig met Outlook overeenkomt, ook al bracht de naamgelijkenis gebruikers in verwarring. In Windows Vista werd de opvolger van Outlook Express meegeleverd: Windows Mail. Bij Windows 7 is er geen e-mailprogramma meegeleverd. Wel is er het programma Windows Live Mail (als onderdeel van het Windows Live-pakket) dat men gratis van de website van Microsoft kan downloaden. Bij Windows 8 wordt de app 'E-mail' meegeleverd. Bij Windows 10 wordt de app 'Mail' meegeleverd.
- Tot en met Microsoft Office 2008 for Mac bevatte de Mac OS X-editie de e-mailclient Entourage in plaats van Outlook. Vanaf Microsoft Office 2011 for Mac is Outlook wel beschikbaar.